# بلوند احمق (ترانه)
 «بلوند احمق» (به انگلیسی: Dumb Blonde) ترانه‌ای از خوانندهٔ کانادایی، آوریل لوین است که آن را با همراهی نیکی میناژ خوانندهٔ اهل آمریکا اجرا کرده‌است. این ترانه در ۱۲ فوریه ۲۰۱۹ به عنوان سومین تک‌آهنگ از ششمین آلبوم استودیویی لوین، سر بر روی آب (۲۰۱۹) منتشر شد. «بلوند احمق» ابتدا توسط لوین به‌صورت یک‌نفره ضبط شده بود، اما بعداً با یک بند اضافی که توسط میناژ نوشته و اجرا شده بود، ضبط شد. ورژن انفرادی ترانه در نسخه‌های فیزیکی آلبوم منتشر شده‌است.
«بلوند احمق» توسط لوین، میناژ و تهیه‌کنندگان آن میچ آلن و بونی مک‌کی نوشته شده‌است. این یک ترانه پاپ پانک، پاور پاپ، هیپ هاپ، پانک راک و شهری معاصر است که دربارهٔ عشق به خود و توانمندسازی زن است. بسیاری از منتقدین موسیقی از این قطعه به عنوان «سرود فمینیستی» یاد کرده‌اند.

## در رسانه‌های دیگر
این ترانه در تریلر دوم فیلم فریب‌کاری گنجانده شده‌است.